# Несслер, Натали
Натали́ Не́сслер (нем. Natalie Nessler; род. 8 июня 1976, Бенсхайм, Гессен) — немецкая кёрлингистка.

## Достижения
- Чемпионат Европы по кёрлингу: золото (1995, 1998), серебро (1994), бронза (1996, 1997).

## Команды
| Сезон   | Четвёртый      | Третий           | Второй                   | Первый                                   | Запасной                                 | Тренер      | Турниры                              |
| ------- | -------------- | ---------------- | ------------------------ | ---------------------------------------- | ---------------------------------------- | ----------- | ------------------------------------ |
| 1994—95 | Андреа Шёпп    | Моника Вагнер    | Натали Несслер           | Кристина Халлер (ЧЕ) Карина Майделе (ЧМ) | Хайке Вилендер                           | Райнер Шёпп | ЧЕ 1994 · ЧМ 1995 (4 место)          |
| 1995—96 | Андреа Шёпп    | Моника Вагнер    | Натали Несслер           | Карина Майделе                           | Хайке Вилендер                           | Райнер Шёпп | ЧЕ 1995 · ЧМ 1996 (4 место)          |
| 1996—97 | Андреа Шёпп    | Моника Вагнер    | Натали Несслер           | Карина Майделе                           | Хайке Вилендер                           | Райнер Шёпп | ЧЕ 1996 · ЧМ 1997 (6 место)          |
| 1996—97 | Натали Несслер | Даниэла Йенч     | Sabine Tobies            | Андреа Шток                              | Antonia Bauer                            |             | ЧМЮ 1997 (8 место)                   |
| 1997—98 | Андреа Шёпп    | Моника Вагнер    | Натали Несслер           | Карина Майделе (ЧЕ) Хайке Вилендер (ЗОИ) | Хайке Вилендер (ЧЕ) Карина Майделе (ЗОИ) | Райнер Шёпп | ЧЕ 1997 · ЗОИ 1998 (8 место)         |
| 1997—98 | Андреа Шёпп    | Натали Несслер   | Хайке Вилендер           | Джейн Бок-Коуп                           | Андреа Шток                              | Райнер Шёпп | ЧМ 1998 (5 место)                    |
| 1998—99 | Андреа Шёпп    | Натали Несслер   | Хайке Вилендер           | Джейн Бок-Коуп                           | Андреа Шток                              | Райнер Шёпп | ЧЕ 1998 · ЧМ 1999 (5 место)          |
| 1999—00 | Андреа Шёпп    | Натали Несслер   | Хайке Вилендер           | Андреа Шток                              | Джейн Бок-Коуп                           | Райнер Шёпп | ЧЕ 1999 (5 место)                    |
| 2000—01 | Андреа Шёпп    | Натали Несслер   | Хайке Вилендер           | Джейн Бок-Коуп                           | Андреа Шток                              | Райнер Шёпп | ЧЕ 2000 (4 место) ЧМ 2001 (5 место)  |
| 2001—02 | Андреа Шёпп    | Натали Несслер   | Хайке Вилендер           | Андреа Шток                              | Катя Вайссер                             | Райнер Шёпп | ЧЕ 2001 (4 место)                    |
| 2001—02 | Натали Несслер | Сабина Белькофер | Хайке Вилендер           | Андреа Шток                              | Карин Фишер (ЗОИ) Катя Вайссер (ЧМ)      |             | ЗОИ 2002 (5 место) ЧМ 2002 (9 место) |
| 2004—05 | Натали Несслер | Андреа Шток      | Сабина Белькофер-Крёнерт | Карин Фишер                              |                                          |             |                                      |

(скипы выделены полужирным шрифтом)